# Ronald Polito
Ronald Polito (Juiz de Fora, 5 de abril de 1961) é um poeta, ensaísta, tradutor e historiador brasileiro.
Além de sua obra poética própria, o seu trabalho como historiador e tradutor também se vincula, em regra, à literatura, destacando-se os estudos sobre poetas coloniais brasileiros (principalmente Tomás Antônio Gonzaga) e as numerosas traduções de autores catalães (de Ramon Llull até escritores contemporâneos, como Joan Brossa, Carles Camps Mundó e Narcís Comadira).

## Vida e obra
Mestre em história social das ideias pela Universidade Federal Fluminense, foi professor do Departamento de História da Universidade Federal de Ouro Preto. Nessa instituição, criou, ao lado do historiador Carlos Fico, o Centro Nacional de Referência Historiográfica, que funcionou entre 1990 e 1998. Também lecionou, entre 2001 e 2004, como professor visitante, no Departamento de Estudos Luso-Brasileiros da Tokyo University of Foreign Studies (Universidade de Estudos Estrangeiros de Tóquio).
No selo artesanal Espectro Editorial, o autor editou diversas de plaquetes de circulação restrita, notadamente de escritores catalães por ele mesmo traduzidos, como Carles Camps Mundó e Maria Mercè Marçal, e escritores e tradutores como Bruno Palma, Júlio Castañon Guimarães, Vera Lins e Adolfo Montejo Navas. Desde 2006, trabalha como editor. Com o autor da Catalunha Josep Domènech Ponsatí, traduziu poesia brasileira contemporânea para o idioma catalão.
Boa parte de seu trabalho como historiador é dedicada à poesia, notadamente o arcadismo brasileiro. Nesse campo, merecem destaque a sua tese sobre Tomás Antônio Gonzaga, Um coração maior que o mundo, e a edição de O desertor de Silva Alvarenga.
Manteve com o historiador Carlos Fico, por cinco anos, desde 1994, a publicação periódica Bibliografia anual, ao lado de outras duas publicações, o jornal Registro (10 edições) e o indexador de periódicos de história chamado Repertório Semestral (10 edições), que saíram pelo Centro Nacional de Referências Bibliográficas em Ouro Preto. Ainda como professor da Universidade Federal de Ouro Preto (UFOP), realizou a editoração eletrônica da série Termo de Mariana: história e documentação, publicação do Departamento de História cujos dois volumes saíram em 1998 e 2004.
Em sua própria obra poética, convivem uma "nostalgia do absoluto, do zero, do Nirvana" (segundo Fabio Weintraub ) e o "conteúdo negativo" de uma "dissonância fundamental" (Priscila Figueiredo), que conferem um caráter misantrópico que destaca essa obra no conjunto da poesia brasileira. Em seu livro mais recente, contudo, os temas da passagem do tempo e da finitude parecem apontar para outros caminhos, nos quais a alteridade está presente: "recomponho a fragilidade de tais mínimos/ eventos, tentando fazer com eles/ um só corpo,/ um corpo,/ e nele você está" (Paixão, de Terminal).

### Livros de poesia
- 1996: Solo, Rio de Janeiro: 7Letras.
- 1997: Vaga, edição do autor.
- 1997: Objeto, edição do autor.
- 1998: Intervalos, Rio de Janeiro: 7Letras.
- 2001: De passagem, São Paulo: Nankin.
- 2002: Pelo corpo, com Donizete Galvão. Santo André: Alpharrabio.
- 2006: Terminal, Rio de Janeiro: 7Letras.
- 2009: Terminal, Traducció de Josep Domènech Ponsatí. Lleida: Pagès (Biblioteca de la Suda, 111)
- 2013: A galinha e outros bichos inteligentes. Ilustrações de Guto Lacaz. São Paulo: Dedo de Prosa. [2. ed. São Paulo: Ôzé Editora, 2017]
- 2015: Ao abrigo. Belo Horizonte: Scriptum.

### Livros de história e política
Próprios, traduzidos e organizados
- 1992: A História no Brasil (1980-1989): elementos para uma avaliação historiográfica, com Carlos Fico. Ouro Preto: Editora UFOP, 1992. v. 1. 220 p.
- 1994: A História no Brasil (1980-1989): séries de dados. com Carlos Fico. Ouro Preto: Editora UFOP, 1994. v. 2. 345 p.
- 1997: Dos meios às mediações : comunicação, cultura e hegemonia, de Jesús Martín-Barbero, traduzido com Sérgio Alcides. Rio de Janeiro: Editora UFRJ.
- 1999: Navegações : comunicação, cultura e crise, de Aníbal Ford, traduzido com Sérgio Alcides. Rio de Janeiro: Editora UFRJ.
- 2004: Um coração maior que o mundo: Tomás Antônio Gonzaga e o horizonte luso-colonial. São Paulo: Globo.
- 2006: Frescos trópicos: Fontes sobre a Homossexualidade Masculina no Brasil (1870-1980), com James Green. Rio de Janeiro: José Olympio.

### Preparo de edições
- 1995: A Conceição: o naufrágio do Marialva, de Tomás Antônio Gonzaga. São Paulo: Edusp.
- 1998: Visitas Pastorais de Dom Frei José da Santíssima Trindade (1821/1825), estabelecimento de texto e estudo de Ronald Polito e José Arnaldo Coêlho de Aguiar Lima. Belo Horizonte: Fundação João Pinheiro e IEPHA/MG.
- 2001: Caramuru: poema épico do descobrimento da Bahia, de José de Santa Rita Durão. São Paulo: Martins Fontes.
- 2003: O desertor, de Manuel Inácio da Silva Alvarenga. Campinas: Editora da Unicamp.
- 2004: Considerações sobre a nostalgia, de Joaquim Manuel de Macedo. Campinas: Editora da Unicamp.
- 2007: A pastoral de Santa Rita Durão. de José de Santa Rita Durão.  Estabelecimento de texto e posfácio. Rio de Janeiro: Fundação Casa de Rui Barbosa. 48 p. (Papéis avulsos, n. 52).
- 2012: A bolsa & a vida, de Carlos Drummond de Andrade. São Paulo: Companhia das Letras.
- 2013: De notícias & não notícias faz-se a crônica, de Carlos Drummond de Andrade. São Paulo: Companhia das Letras.
- 2013: Os dias lindos, de Carlos Drummond de Andrade. São Paulo: Companhia das Letras.
- 2014: Boca de luar, de Carlos Drummond de Andrade. São Paulo: Companhia das Letras.
- 2014: O poder ultrajovem, de Carlos Drummond de Andrade. São Paulo: Companhia das Letras.
- 2016: Caminhos de João Brandão, de Carlos Drummond de Andrade. São Paulo: Companhia das Letras.
- 2016: 70 historinhas, de Carlos Drummond de Andrade. São Paulo: Companhia das Letras.
- 2018: O cortiço, de Aluísio Azevedo. Posfácio de Regina Dalcastagnè. São Paulo: Todavia. 304 p.
- 2018: Diário: excertos, de Arlindo Daibert. Organização de Júlio Castañon Guimarães e Ronald Polito. Juiz de Fora: Museu de Arte Murilo Mendes. 304 p.
- 2018: Carta aos pósteros, de Hilda Hilst e Mora Fuentes. Organização de Ronald Polito. São Paulo: E-galáxia. e-book.

### Traduções de literatura
- 1994: XXI Poemas, de Sylvia Plath, traduzido do inglês com Deisa Chamahum Chaves. Mariana: Livre.
- 1998: Poemas civis, de Joan Brossa, traduzido do catalão com Sérgio Alcides. Rio de Janeiro: 7Letras.
- 1999: Poemas, de Pierre Reverdy, traduzido do francês com Júlio Castañon Guimarães. Edição dos tradutores.
- 2000: Almanaque das horas e outros escritos, de Julio Torri, traduzido do castelhano com Sérgio Alcides. São Paulo: Fundação Memorial da América Latina.
- 2001: Escritos Antiaverroístas (1309-1311), de Ramon Llull (conhecido também como Raimundo Lúlio), traduzido do catalão com Sérgio Alcides. Porto Alegre: Edipucrs.
- 2002: Quatorze, de Salvador Espriu. Traduzido do catalão. Curitiba: Travessa dos Editores.
- 2004: O porquê de todas as coisas, de Quim Monzó. Traduzido do catalão. São Paulo: Globo.
- 2005: Desdesejo, de Narcís Comadira. Traduzido do catalão. Rio de Janeiro: Lamparina.
- 2006: Sumário Astral e outros poemas, de Joan Brossa. Traduzido do catalão. São Paulo: Amauta.
- 2006: Antologia de poesia brasilera contemporània, traduzido para o catalão feita com Josep Domènech Ponsatí, com prólogo de Polito. Barcelona: Edicions de 1984.
- 2007: 12 Poetas Catalães, organizado e traduzido do catalão com Josep Domènech Ponsatí. São Paulo: Lumme.
- 2007: Os títeres de porrete e outras peças, de Federico García Lorca, traduzido do castelhano com Vadim Nikitin. São Paulo: Edições SM.
- 2008: Poemas, de José Juan Tablada. Traduzido do castelhano, organização, notas e apresentação. México; São Paulo: Fondo de Cultura Económica, Edusp.
- 2008: Com os mortos não se brinca, de Andreu Martín e Jaume Ribera. Traduzido do catalão. Rio de Janeiro: Objetiva.
- 2009: Ofélia, de Víctor Sosa. Traduzido do castelhano. Bauru: Lumme.
- 2009: 99 poemas, de Joan Brossa. Traduzido do catalão e posfácio, coorganizador com Victor da Rosa. São Paulo: Annablume.
- 2009: O violino de Auschwitz, de Maria Àngels Anglada. Traduzido do catalão. São Paulo: Globo.
- 2009: Feira de Relâmpagos (miniantologia), de J. V. Foix. Traduzido do catalão com com Josep Domènech Ponsatí. São Paulo:Selo Demônio Negro.
- 2009: Nada é mesquinho, o escambau (miniantologia), de Joan Salvat-Papasseit. Traduzido do catalão com com Josep Domènech Ponsatí. São Paulo:Selo Demônio Negro.
- 2011: Como eu, como todos, de Luis Cernuda. Traduzido do castelhano com Josep Domènech Ponsatí. São Paulo: Lumme.
- 2011: Escutem este silêncio, de Joan Brossa. Traduzido do catalão. Apresentação com Victor da Rosa. São Paulo: Lumme.
- 2012: Circular, de Mario Arteca. Traduzido do castelhano. São Paulo: Lumme.
- 2012: Dois fios, de Pep Molis.  Ilustrações de Emilio Urberuaga. Traduzido do catalão. São Paulo: Cosac Naify
- 2014: Centralásia, de Roberto Echavarren. Traduzido do castelhano. São Paulo: Lumme.
- 2015: Instante após o tempo (antologia), de Carles Camps Mundó. Seleção, tradução do catalão e introdução, Posfácio de Victor da Rosa. São Paulo: Dobra.
- 2015: Um nó no tempo, de Jorge Tamargo. Traduzido do castelhano. São Paulo: Lumme.
- 2017: Bocacega, de Soleida Ríos. Traduzido do castelhano. São Paulo: Lumme.
- 2017: Antologia, de Maria-Mercè Marçal. Traduzido do catalão; revisão de Josep Domènech Ponsatí. São Paulo: Lumme.
- 2018: O monte nativo, de Roberto Echavarren. Traduzido do castelhano. São Paulo: Lumme. 84 p.
- 2018: Palingenesia, de Benito del Pliego. Traduzido do castelhano. São Paulo: Lumme. 74 p.

### Livros de arte
- 1994: Fani Bracher, com Frederico Moraes. Rio de Janeiro: Salamandra.
- 2016: Gilberto de Abreu: depoimento. Apresentação com Mário Alex Rosa. Belo Horizonte: C/Arte.

### Dicionários e ensino de idiomas
- 2003: Daily Japanese-Portuguese-English Dictionary, com Naotoshi Kurosawa e Chika Takeda. Tóquio: Sanseido, 2003.
- 2003: Nihongo kara hiku shitteokitai porutugaru-go (Língua portuguesa: consultando em japonês o que se quer conhecer), com  Chika Takeda e Naotoshi Kurosawa (orgs.). Revisão do texto em português de Ronald Polito. Tóquio: Shoogakukan, 2003.

### Crônicas e contos
- 2005: Cenas japonesas, São Paulo: Globo.
- 2016: Os viajantes & outras narrações breves. Apresentação de Fabio Weintraub. São Paulo: Patuá. (em e-book pela e-galáxia)